# 条纹猫蛛
条纹猫蛛（学名：Oxyopes striagatus）为猫蛛科猫蛛属的动物。在中国大陆，分布于浙江、云南等地。该物种的模式产地在浙江三门、云南思矛。